# Elecciones provinciales de Jujuy de 1946
Las elecciones generales de la provincia de Jujuy de 1946 tuvieron lugar el domingo 24 de febrero del mencionado año con el objetivo de restaurar las instituciones democráticas constitucionales y autónomas de la provincia después de tres años de la dictadura militar surgida del golpe de Estado denominado Revolución del 43. Se realizaron al mismo tiempo que las elecciones presidenciales y legislativas a nivel nacional. Se debía elegir al Gobernador y al Vicegobernador, y a los 21 escaños de la Legislatura Provincial, componiendo los poderes ejecutivo y legislativo de la provincia para el período 1946-1950. Fueron también las primeras elecciones desde el fin del régimen fraudulento denominado Década Infame.
Al mismo tiempo que Juan Domingo Perón resultaba electo presidente por amplio margen, en Jujuy el naciente peronismo dominó completamente las instituciones. Sin embargo, la falta de un acuerdo entre radicales renovadores y laboristas llevó a que ambos sectores se disputaran estrechamente la gobernación jujeña. De este modo el "radical yrigoyenista", Alberto Iturbe, obtuvo la victoria con el 41,51% de los votos contra el 27,22% del laborista Miguel Zerranuza. Oscar Rebaudi Basavilbaso, del Partido Demócrata Nacional (PDN), quedó tercero con el 19,76%, y el radical Alejandro Vargas Orellano obtuvo el 11,52% restantes. En el plano legislativo los yrigoyenistas lograron 16 bancas contra 6 del laborismo, quedando el peronismo sin oposisión en la legislatura. La participación fue del 70,94% del electorado registrado. Los cargos electos asumieron el 18 de mayo.

## Resultados

### Gobernador y Vicegobernador
| Fórmula                             | Fórmula                             | Partido                             | Partido                             | Votos  | %     |
| Gobernador                          | Vicegobernador                      | Partido                             | Partido                             | Votos  | %     |
| ----------------------------------- | ----------------------------------- | ----------------------------------- | ----------------------------------- | ------ | ----- |
| Alberto Iturbe                      | Juan José Castro                    |                                     | Unión Cívica Radical Yrigoyenista   | 9.246  | 41,51 |
| Miguel Zenarruza                    | Luis Cruz                           |                                     | Partido Laborista                   | 6.063  | 27,22 |
| Oscar Rebaudi Basavilbaso           | Carlos A. Bárcena                   |                                     | Partido Demócrata Nacional          | 4.401  | 19,76 |
| Alejandro Vargas Orellano           | Manuel F. Corte                     |                                     | Unión Cívica Radical                | 2.566  | 11,52 |
| Total de votos                      | Total de votos                      | Total de votos                      | Total de votos                      | 22.276 | 100   |
| Electores registrados/participación | Electores registrados/participación | Electores registrados/participación | Electores registrados/participación | 31.400 | 70,94 |
| Fuentes:                            |                                     |                                     |                                     |        |       |

### Cámara de Diputados
| Partido               | Partido                           | Votos  | %     | Bancas |
| --------------------- | --------------------------------- | ------ | ----- | ------ |
|                       | Unión Cívica Radical Yrigoyenista | 9.155  | 41,00 | 16/22  |
|                       | Partido Laborista                 | 6.069  | 27,18 | 6/22   |
|                       | Partido Demócrata Nacional        | 4.403  | 19,72 |        |
|                       | Unión Cívica Radical              | 2.545  | 11,40 |        |
|                       | Partido Socialista                | 159    | 0,71  |        |
| Votos positivos       | Votos positivos                   | 22.331 | 99,09 |        |
| Votos en blanco       | Votos en blanco                   | 85     | 0,38  |        |
| Votos nulos           | Votos nulos                       | 121    | 0,54  |        |
| Participación         | Participación                     | 22.537 | 71,77 |        |
| Electores registrados | Electores registrados             | 31.400 | 100   |        |
| Fuentes:              |                                   |        |       |        |

#### Resultados por departamentos
| Capital 3 Diputados       | Capital 3 Diputados               | Capital 3 Diputados | Capital 3 Diputados | Capital 3 Diputados | Capital 3 Diputados                                                   |
| Partido                   | Partido                           | Votos               | %                   | Bancas              | Electos                                                               |
| ------------------------- | --------------------------------- | ------------------- | ------------------- | ------------------- | --------------------------------------------------------------------- |
|                           | Unión Cívica Radical Yrigoyenista | 2.793               | 49,11               | 3/3                 | - Fernando Arnedo - Pablo J. Mendoza - José Hilarión Gallarda         |
|                           | Partido Demócrata Nacional        | 1.420               | 24,97               |                     |                                                                       |
|                           | Unión Cívica Radical              | 766                 | 13,47               |                     |                                                                       |
|                           | Partido Laborista                 | 630                 | 11,08               |                     |                                                                       |
|                           | Partido Socialista                | 78                  | 1,37                |                     |                                                                       |
| Votos positivos           | Votos positivos                   | 5.687               | 99,13               |                     |                                                                       |
| Votos en blanco           | Votos en blanco                   | 23                  | 0,40                |                     |                                                                       |
| Votos nulos               | Votos nulos                       | 27                  | 0,47                |                     |                                                                       |
| Participación             | Participación                     | 5.737               | 71,29               |                     |                                                                       |
| Electores registrados     | Electores registrados             | 8.047               | 100                 |                     |                                                                       |
| Cochinoca 1 Diputado      |                                   |                     |                     |                     |                                                                       |
| Partido                   | Partido                           | Votos               | %                   | Bancas              | Electo                                                                |
|                           | Partido Laborista                 | 541                 | 43,28               | 1/1                 | - Viviano Dionicio                                                    |
|                           | Unión Cívica Radical Yrigoyenista | 299                 | 23,92               |                     |                                                                       |
|                           | Partido Demócrata Nacional        | 275                 | 22,00               |                     |                                                                       |
|                           | Unión Cívica Radical              | 135                 | 10,80               |                     |                                                                       |
| Votos positivos           | Votos positivos                   | 1.250               | 99,36               |                     |                                                                       |
| Votos en blanco           | Votos en blanco                   | 4                   | 0,32                |                     |                                                                       |
| Votos nulos               | Votos nulos                       | 4                   | 0,32                |                     |                                                                       |
| Participación             | Participación                     | 1.258               | 76,99               |                     |                                                                       |
| Electores registrados     | Electores registrados             | 1.634               | 100                 |                     |                                                                       |
| El Carmen 2 Diputados     |                                   |                     |                     |                     |                                                                       |
| Partido                   | Partido                           | Votos               | %                   | Bancas              | Electos                                                               |
|                           | Unión Cívica Radical Yrigoyenista | 665                 | 39,96               | 2/2                 | - Manuel de Tezanos Pinto - Lino Pérez                                |
|                           | Partido Laborista                 | 422                 | 25,36               |                     |                                                                       |
|                           | Partido Demócrata Nacional        | 345                 | 20,73               |                     |                                                                       |
|                           | Unión Cívica Radical              | 204                 | 12,26               |                     |                                                                       |
|                           | Partido Socialista                | 28                  | 1,68                |                     |                                                                       |
| Votos positivos           | Votos positivos                   | 1.664               | 99,70               |                     |                                                                       |
| Votos en blanco           | Votos en blanco                   | 5                   | 0,30                |                     |                                                                       |
| Votos nulos               | Votos nulos                       | 0                   | 0,00                |                     |                                                                       |
| Participación             | Participación                     | 1.669               | 72,16               |                     |                                                                       |
| Electores registrados     | Electores registrados             | 2.313               | 100                 |                     |                                                                       |
| Humahuaca 1 Diputado      |                                   |                     |                     |                     |                                                                       |
| Partido                   | Partido                           | Votos               | %                   | Bancas              | Electo                                                                |
|                           | Partido Laborista                 | 724                 | 44,53               | 1/1                 | - Alejandro Juan Eugenio Mac Donald                                   |
|                           | Unión Cívica Radical Yrigoyenista | 660                 | 40,59               |                     |                                                                       |
|                           | Partido Demócrata Nacional        | 125                 | 7,69                |                     |                                                                       |
|                           | Unión Cívica Radical              | 117                 | 7,20                |                     |                                                                       |
| Votos positivos           | Votos positivos                   | 1.626               | 98,84               |                     |                                                                       |
| Votos en blanco           | Votos en blanco                   | 13                  | 0,79                |                     |                                                                       |
| Votos nulos               | Votos nulos                       | 6                   | 0,36                |                     |                                                                       |
| Participación             | Participación                     | 1.645               | 76,48               |                     |                                                                       |
| Electores registrados     | Electores registrados             | 2.151               | 100                 |                     |                                                                       |
| Ledesma 3 Diputados       |                                   |                     |                     |                     |                                                                       |
| Partido                   | Partido                           | Votos               | %                   | Bancas              | Electos                                                               |
|                           | Partido Laborista                 | 1.649               | 53,38               | 3/3                 | - Ramón Toledo - Saturnino Baldomero López - Carlos Sigifredo Velarde |
|                           | Partido Demócrata Nacional        | 711                 | 23,02               |                     |                                                                       |
|                           | Unión Cívica Radical Yrigoyenista | 466                 | 15,09               |                     |                                                                       |
|                           | Unión Cívica Radical              | 243                 | 7,87                |                     |                                                                       |
|                           | Partido Socialista                | 20                  | 0,65                |                     |                                                                       |
| Votos positivos           | Votos positivos                   | 3.089               | 99,65               |                     |                                                                       |
| Votos en blanco           | Votos en blanco                   | 5                   | 0,16                |                     |                                                                       |
| Votos nulos               | Votos nulos                       | 6                   | 0,19                |                     |                                                                       |
| Participación             | Participación                     | 3.100               | 66,72               |                     |                                                                       |
| Electores registrados     | Electores registrados             | 4.646               | 100                 |                     |                                                                       |
| Rinconada 1 Diputado      |                                   |                     |                     |                     |                                                                       |
| Partido                   | Partido                           | Votos               | %                   | Bancas              | Electo                                                                |
|                           | Partido Laborista                 | 225                 | 44,82               | 1/1                 | - Hugo del Valle Chalup                                               |
|                           | Unión Cívica Radical              | 124                 | 24,70               |                     |                                                                       |
|                           | Unión Cívica Radical Yrigoyenista | 123                 | 24,50               |                     |                                                                       |
|                           | Partido Demócrata Nacional        | 30                  | 5,98                |                     |                                                                       |
| Votos positivos           | Votos positivos                   | 502                 | 100                 |                     |                                                                       |
| Votos en blanco           | Votos en blanco                   | 0                   | 0,00                |                     |                                                                       |
| Votos nulos               | Votos nulos                       | 0                   | 0,00                |                     |                                                                       |
| Participación             | Participación                     | 502                 | 69,72               |                     |                                                                       |
| Electores registrados     | Electores registrados             | 720                 | 100                 |                     |                                                                       |
| San Antonio 1 Diputado    |                                   |                     |                     |                     |                                                                       |
| Partido                   | Partido                           | Votos               | %                   | Bancas              | Electo                                                                |
|                           | Unión Cívica Radical Yrigoyenista | 227                 | 55,77               | 1/1                 | - Pantaleón Gallardo                                                  |
|                           | Partido Demócrata Nacional        | 129                 | 31,70               |                     |                                                                       |
|                           | Unión Cívica Radical              | 32                  | 7,86                |                     |                                                                       |
|                           | Partido Laborista                 | 19                  | 4,67                |                     |                                                                       |
| Votos positivos           | Votos positivos                   | 407                 | 97,84               |                     |                                                                       |
| Votos en blanco           | Votos en blanco                   | 3                   | 0,72                |                     |                                                                       |
| Votos nulos               | Votos nulos                       | 6                   | 1,44                |                     |                                                                       |
| Participación             | Participación                     | 416                 | 82,87               |                     |                                                                       |
| Electores registrados     | Electores registrados             | 502                 | 100                 |                     |                                                                       |
| San Pedro 3 Diputados     |                                   |                     |                     |                     |                                                                       |
| Partido                   | Partido                           | Votos               | %                   | Bancas              | Electos                                                               |
|                           | Unión Cívica Radical Yrigoyenista | 1.380               | 44,24               | 3/3                 | - Emanuel Conta - Melchor González - Manuel López                     |
|                           | Partido Laborista                 | 1.188               | 38,09               |                     |                                                                       |
|                           | Unión Cívica Radical              | 287                 | 9,20                |                     |                                                                       |
|                           | Partido Demócrata Nacional        | 246                 | 7,89                |                     |                                                                       |
|                           | Partido Socialista                | 18                  | 0,58                |                     |                                                                       |
| Votos positivos           | Votos positivos                   | 3.119               | 99,81               |                     |                                                                       |
| Votos en blanco           | Votos en blanco                   | 3                   | 0,10                |                     |                                                                       |
| Votos nulos               | Votos nulos                       | 3                   | 0,10                |                     |                                                                       |
| Participación             | Participación                     | 3.125               | 72,51               |                     |                                                                       |
| Electores registrados     | Electores registrados             | 4.310               | 100                 |                     |                                                                       |
| Santa Bárbara 1 Diputado  |                                   |                     |                     |                     |                                                                       |
| Partido                   | Partido                           | Votos               | %                   | Bancas              | Electo                                                                |
|                           | Unión Cívica Radical Yrigoyenista | 457                 | 57,27               | 1/1                 | - José Rosalío Lozano                                                 |
|                           | Unión Cívica Radical              | 175                 | 21,93               |                     |                                                                       |
|                           | Partido Demócrata Nacional        | 102                 | 12,78               |                     |                                                                       |
|                           | Partido Laborista                 | 64                  | 8,02                |                     |                                                                       |
| Votos positivos           | Votos positivos                   | 798                 | 99,50               |                     |                                                                       |
| Votos en blanco           | Votos en blanco                   | 2                   | 0,25                |                     |                                                                       |
| Votos nulos               | Votos nulos                       | 2                   | 0,25                |                     |                                                                       |
| Participación             | Participación                     | 802                 | 62,03               |                     |                                                                       |
| Electores registrados     | Electores registrados             | 1.293               | 100                 |                     |                                                                       |
| Santa Catalina 1 Diputado |                                   |                     |                     |                     |                                                                       |
| Partido                   | Partido                           | Votos               | %                   | Bancas              | Electo                                                                |
|                           | Unión Cívica Radical Yrigoyenista | 249                 | 46,54               | 1/1                 | - Isaac Agustín Cabana                                                |
|                           | Partido Demócrata Nacional        | 159                 | 29,72               |                     |                                                                       |
|                           | Unión Cívica Radical              | 72                  | 13,46               |                     |                                                                       |
|                           | Partido Laborista                 | 55                  | 10,28               |                     |                                                                       |
| Votos positivos           | Votos positivos                   | 535                 | 99,81               |                     |                                                                       |
| Votos en blanco           | Votos en blanco                   | 1                   | 0,19                |                     |                                                                       |
| Votos nulos               | Votos nulos                       | 0                   | 0,00                |                     |                                                                       |
| Participación             | Participación                     | 536                 | 71,95               |                     |                                                                       |
| Electores registrados     | Electores registrados             | 745                 | 100                 |                     |                                                                       |
| Susques 1 Diputado        |                                   |                     |                     |                     |                                                                       |
| Partido                   | Partido                           | Votos               | %                   | Bancas              | Electo                                                                |
|                           | Unión Cívica Radical Yrigoyenista | 130                 | 49,43               | 1/1                 | - Ángel M. Palisa                                                     |
|                           | Partido Laborista                 | 113                 | 42,97               |                     |                                                                       |
|                           | Unión Cívica Radical              | 13                  | 4,94                |                     |                                                                       |
|                           | Partido Demócrata Nacional        | 7                   | 2,66                |                     |                                                                       |
| Votos positivos           | Votos positivos                   | 263                 | 100                 |                     |                                                                       |
| Votos en blanco           | Votos en blanco                   | 0                   | 0,00                |                     |                                                                       |
| Votos nulos               | Votos nulos                       | 0                   | 0,00                |                     |                                                                       |
| Participación             | Participación                     | 263                 | 71,08               |                     |                                                                       |
| Electores registrados     | Electores registrados             | 370                 | 100                 |                     |                                                                       |
| Tilcara 1 Diputado        |                                   |                     |                     |                     |                                                                       |
| Partido                   | Partido                           | Votos               | %                   | Bancas              | Electo                                                                |
|                           | Unión Cívica Radical Yrigoyenista | 502                 | 53,40               | 1/1                 | - Francisco Giménez                                                   |
|                           | Partido Demócrata Nacional        | 227                 | 24,15               |                     |                                                                       |
|                           | Partido Laborista                 | 145                 | 15,43               |                     |                                                                       |
|                           | Unión Cívica Radical              | 60                  | 6,38                |                     |                                                                       |
|                           | Partido Socialista                | 6                   | 0,64                |                     |                                                                       |
| Votos positivos           | Votos positivos                   | 940                 | 99,58               |                     |                                                                       |
| Votos en blanco           | Votos en blanco                   | 4                   | 0,42                |                     |                                                                       |
| Votos nulos               | Votos nulos                       | 0                   | 0,00                |                     |                                                                       |
| Participación             | Participación                     | 944                 | 80,75               |                     |                                                                       |
| Electores registrados     | Electores registrados             | 1.169               | 100                 |                     |                                                                       |
| Tumbaya 1 Diputado        |                                   |                     |                     |                     |                                                                       |
| Partido                   | Partido                           | Votos               | %                   | Bancas              | Electo                                                                |
|                           | Unión Cívica Radical Yrigoyenista | 306                 | 41,30               | 1/1                 | - Carlos Snopek                                                       |
|                           | Partido Demócrata Nacional        | 234                 | 31,58               |                     |                                                                       |
|                           | Partido Laborista                 | 148                 | 19,97               |                     |                                                                       |
|                           | Unión Cívica Radical              | 44                  | 5,94                |                     |                                                                       |
|                           | Partido Socialista                | 9                   | 1,21                |                     |                                                                       |
| Votos positivos           | Votos positivos                   | 741                 | 98,80               |                     |                                                                       |
| Votos en blanco           | Votos en blanco                   | 7                   | 0,93                |                     |                                                                       |
| Votos nulos               | Votos nulos                       | 2                   | 0,27                |                     |                                                                       |
| Participación             | Participación                     | 750                 | 78,62               |                     |                                                                       |
| Electores registrados     | Electores registrados             | 954                 | 100                 |                     |                                                                       |
| Valle Grande 1 Diputado   |                                   |                     |                     |                     |                                                                       |
| Partido                   | Partido                           | Votos               | %                   | Bancas              | Electo                                                                |
|                           | Unión Cívica Radical Yrigoyenista | 153                 | 49,20               | 1/1                 | - Andrés A. Rivas                                                     |
|                           | Partido Demócrata Nacional        | 143                 | 45,98               |                     |                                                                       |
|                           | Unión Cívica Radical              | 15                  | 4,82                |                     |                                                                       |
| Votos positivos           | Votos positivos                   | 311                 | 82,49               |                     |                                                                       |
| Votos en blanco           | Votos en blanco                   | 6                   | 1,59                |                     |                                                                       |
| Votos nulos               | Votos nulos                       | 60                  | 15,92               |                     |                                                                       |
| Participación             | Participación                     | 377                 | 76,78               |                     |                                                                       |
| Electores registrados     | Electores registrados             | 491                 | 100                 |                     |                                                                       |
| Yavi 1 Diputado           |                                   |                     |                     |                     |                                                                       |
| Partido                   | Partido                           | Votos               | %                   | Bancas              | Electo                                                                |
|                           | Unión Cívica Radical Yrigoyenista | 745                 | 53,25               | 1/1                 | - Honorio Cabana                                                      |
|                           | Unión Cívica Radical              | 258                 | 18,44               |                     |                                                                       |
|                           | Partido Demócrata Nacional        | 250                 | 17,87               |                     |                                                                       |
|                           | Partido Laborista                 | 146                 | 10,44               |                     |                                                                       |
| Votos positivos           | Votos positivos                   | 1.399               | 99,01               |                     |                                                                       |
| Votos en blanco           | Votos en blanco                   | 9                   | 0,64                |                     |                                                                       |
| Votos nulos               | Votos nulos                       | 5                   | 0,35                |                     |                                                                       |
| Participación             | Participación                     | 1.413               | 68,76               |                     |                                                                       |
| Electores registrados     | Electores registrados             | 2.055               | 100                 |                     |                                                                       |

1. ↑  Fallece el 7 de diciembre de 1947. La banca se renueva como un distrito plurinominal con dos diputados en 1948, resultando electos Luis Osias Schapira y Demetrio Venancio Cabana.